# Pinatubo
Il Monte Pinatubo è uno stratovulcano attivo situato nella parte occidentale dell'isola di Luzon nelle Filippine, a meno di cento chilometri a nord-ovest della capitale Manila. Considerato estinto e ricoperto da una fitta foresta tropicale abitata da migliaia di persone di etnia Aeta, il vulcano si risvegliò nel giugno del 1991 dopo 500 anni di inattività.
Questa eruzione vulcanica che si concluse il 2 settembre 1991 fu la più importante del XX secolo, con conseguenze globali. Il volume di materiale emesso è stimato in 10 km³, gran parte del quale venne espulso in atmosfera, provocando un raffreddamento generale di circa mezzo grado in media per uno o due anni, il resto cadde su buona parte del sud-est asiatico. I dintorni del vulcano vennero sconvolti con la formazione di una caldera, che fece perdere molta quota alla montagna, la distruzione della foresta e delle specie animali che vivevano nei dintorni che riempivano valli spesse centinaia di metri con materiali che causarono lahar anni dopo la fine dell'eruzione. Il bilancio umano, che ammonta a meno di 1.000 morti, è relativamente limitato grazie all'efficiente evacuazione delle popolazioni e alle loro informazioni sui rischi. Tuttavia, il pedaggio economico fu pesante perché intere città e villaggi scomparvero, le aree agricole furono rese inadatte alla coltivazione, migliaia di animali domestici morirono e le infrastrutture private, pubbliche e di trasporto furono distrutte.
Dopo la sua ultima eruzione nel 1993, il Pinatubo ha iniziato a diventare di nuovo una risorsa per la regione poiché molti turisti, in particolare i filippini, vollero scalare la montagna per ammirare i suoi paesaggi e soprattutto il suo lago acido craterico riempito alla fine delle eruzioni.

## Toponomastica
Pinatubo è un termine usato anche in tagalog o in Sambal e che significa in italiano "far crescere", il che tenderebbe a dimostrare che esiste la conoscenza del carattere vulcanico della montagna intorno al 1500. Tuttavia, non esiste una tradizione orale su eruzioni violente ancora più antiche tra i nativi. Potrebbe essere semplicemente interpretata come una regione fertile in cui crescono i cereali.

## Geografia

### Situazione
Il Pinatubo si trova nelle Filippine settentrionali, ad ovest dell'isola di Luzon, nella parte meridionale dei monti Zambales formati principalmente dal ripiegamento causato dallo scivolamento della placca euroasiatica sotto la placca filippina lungo la fossa di Manila. Questa catena di montagne contiene alcuni vulcani in subduzione, di cui il Pinatubo è il più settentrionale e fa parte della cintura di fuoco. Questa catena montuosa corre lungo parte della costa occidentale di Luzon, separando la pianura centrale di Luzon a est dal mar Cinese meridionale a ovest. Le sue due estremità si estendono nel mar Cinese meridionale, la penisola settentrionale delimita il golfo di Lingayen e quella meridionale, la penisola di Bataan, che delimita la baia di Manila.
Il Pinatubo sorge al limite delle province di Tarlac, Pampanga e Zambales. Si trova vicino alle città di Manila (90 chilometri a sud-est, 1.660.000 abitanti), Quezon City (90 chilometri a sud-est, 2.680.000 abitanti), Angeles (da 20 a 25 chilometri a est, 264.000 abitanti), Tarlac (50 chilometri a nord-est, 262.000 abitanti) e San Carlos (80 chilometri a nord, 154.000 abitanti). In un raggio di 40 chilometri attorno al vulcano, si concentra una popolazione di oltre 500.000 persone. A nord ovest di Angeles vi è la nuova zona franca Clark, al posto della ex base aerea della United States Air Force, l'alloggio è di quasi 20.000 persone.

### Topografia
Prima del disastro del 1991, il Pinatubo era una montagna che si elevava a 1.745 metri sul livello del mare, svettando a soli 600 metri sulla pianura circostante e appena 200 metri da tutte le vette circostanti. Ai suoi piedi, principalmente nei barangay, vivono più di 30.000 persone, principalmente Aeta, un popolo indigeno di cacciatori-raccoglitori che fuggì dalle pianure per sfuggire alla persecuzione degli spagnoli intorno al 1565. Grazie alla loro terra fertile e alle abbondanti piogge, i fianchi del vulcano sono adatti all'agricoltura e vi si coltivano grano, orzo e riso. La maggior parte della montagna è ricoperta da una fitta vegetazione tropicale.
Diversi sistemi idrologici hanno la loro sorgente nel Pinatubo, i principali sono i fiumi Bucao, Santo Tomas, Maloma, Tanguay e il Kileng. Prima dell'eruzione, formavano ricchi ecosistemi, ma i depositi di cenere riempirono le valli in misura significativa. Gli studi dimostrano che ci vorranno molti anni prima che riacquistino il loro aspetto.
Allo stesso tempo, a causa della violenza dell'eruzione, la cima della montagna perse un'altezza di oltre 250 metri. Ora la sua altitudine raggiunge i 1.486 metri e un grande lago craterico, il cui livello varia tra gli 820 e gli 840 metri di altitudine a seconda delle precipitazioni, riempie il fondo della caldera che misura 2,5 chilometri di diametro.

### Geologia
Il Pinatubo è un vulcano complesso formato da cupole laviche annidate in uno stratovulcano di andesite e dacite. Poggia su un composto a ovest da rocce oceaniche chiamato complesso di Ofioliti di Zambales e da roccia sedimentaria e da vulcanica ad est. I suoi piedi sono immersi in una massa di detriti depositati da colate piroclastiche e lahar. A est della vetta, questi depositi risalgono al primo Pinatubo formatosi tra un milione di anni fa e circa 45.000-35.000 anni fa. A ovest e intorno alla vetta, questi depositi risalgono al moderno Pinatubo, formatosi per 35.000 anni, la cui storia eruttiva è intervallata da grandi eruzioni esplosive.
L'eruzione del 1991 che segna la fine di un periodo di riposo durato circa 500 anni è una delle più piccole eruzioni che il vulcano abbia subito, nonostante il grande volume di materiale espulso stimato è di oltre 10 km³. L'eruzione fa parte del tipo eruttivo pliniano del vulcano con la formazione di cupole laviche che generano colate piroclastiche e forti esplosioni che producono grandi quantità di cenere vulcanica che, mescolata alle piogge, può dare origine a lahar. Nelle prime fasi dell'eruzione, la roccia magmatica, che forma la cupola lavica, è un'andesite ibrida composta da una matrice di dacite ricca di fenocristalli con inclusioni di basalto ricche di olivina idrata e pirosseno. A poco a poco, queste rocce vengono sostituite da materiale piroclastico di dacite riscaldata prima delle esplosioni a circa 800 °C e sottoposta ad una pressione di 2,2 ± 0,5 kbar tra sette e undici chilometri di profondità. I fenocristalli più abbondanti sono l'orneblenda e il plagioclasio ma sono presenti minerali insoliti come l'anidrite composta da solfato di calcio. Questo magma è più ossidato del solito e probabilmente è all'origine della natura solforica dell'eruzione.
Per la sua natura vulcanica, il Pinatubo è anche una fonte di materie prime come minerali e metalli come quelli rilasciati durante l'eruzione del 1991: 800.000 tonnellate di zinco, 600.000 tonnellate di rame, 550.000 tonnellate di cromo, 300.000 tonnellate di nichel, 100.000 tonnellate di piombo, 10.000 tonnellate di arsenico, 1.000 tonnellate di cadmio e 800 tonnellate di mercurio.

### Clima
Il clima delle Filippine è tropicale, influenzato dal monsone. Questo proviene da masse d'aria provenienti da nord-est che portano significative quantità di pioggia. A parte il loro impatto sulle temperature, i monti Zambales agiscono principalmente sul livello delle precipitazioni formando una barriera alla circolazione delle principali masse d'aria. I pendii esposti al vento ricevono così una quantità d'acqua notevolmente maggiore. Il Pinatubo è quindi soggetto a precipitazioni che si avvicinano in media ai quattro metri all'anno, ovvero il doppio di una città come Angeles. Ad agosto cadono in media 36 millimetri d'acqua al giorno e questo valore può raggiungere i 180 millimetri in certi giorni. Il record risale al 19 maggio 1966 con 442 millimetri in 24 ore. Inoltre, il nord del paese è più esposto al passaggio dei cicloni rispetto al sud, nel periodo tra giugno e dicembre.
| Mese                      | Gen | Feb | Mar | Apr | Mag | Giu | Lug | Ago | Set | Ott | Nov | Dic | Anno  |
| ------------------------- | --- | --- | --- | --- | --- | --- | --- | --- | --- | --- | --- | --- | ----- |
| Temperature medie (°C)    | 26  | 27  | 28  | 29  | 29  | 28  | 28  | 27  | 28  | 28  | 27  | 26  | 27,5  |
| Precipitazioni medie (mm) | 11  | 15  | 24  | 41  | 174 | 257 | 392 | 418 | 275 | 187 | 87  | 33  | 1,914 |

### Flora e fauna

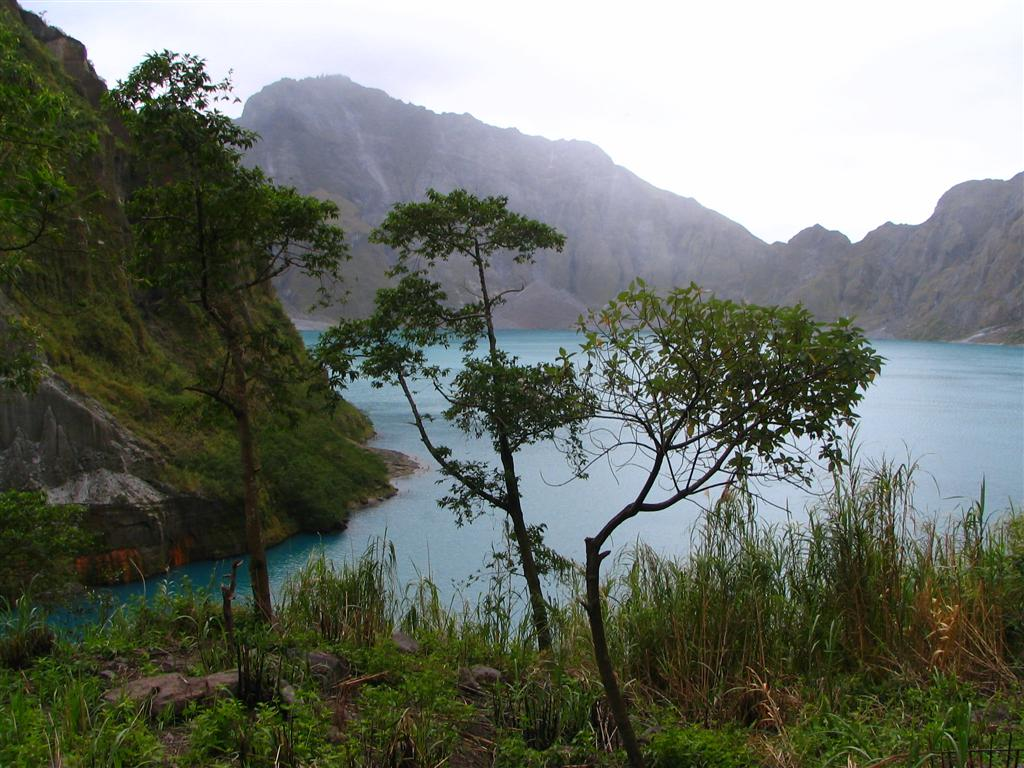
L'interno della caldera nel marzo 2006: la vegetazione riacquista gradualmente il suo posto.

Dopo l'eruzione del 1991, i campioni dei sedimenti del Mar Cinese Meridionale hanno mostrato una drastica diminuzione della quantità di foraminiferi Benthos e una diminuzione della diversità. Specie pioniere come Quinqueloculina allo stesso tempo sono stati in grado di beneficiare dell'abbondanza di nutrienti nei materiali piroclastici e hanno mostrato una migliore capacità di adattarsi alle nuove condizioni ambientali. L'eruzione ha quindi generato un forte disturbo ecologico sull'ambiente naturale.
Oggi, sebbene alcune aree del vulcano siano ancora aride, la maggior parte della montagna ha riacquistato la sua biodiversità dalla fine dei lahar nel 1997. Trentanove specie vegetali sono endemiche del solo Pinatubo. Il clima umido permette la proliferazione di muschi ma anche a livello animale di molti insetti tra cui diverse specie di farfalle. La foresta ospita pipistrelli, in particolare Aethalops alecto, scimmie e roditori. Pesci, alghe, crostacei, rettili e anfibi hanno ripopolato gli ecosistemi acquatici. Pertanto, i serpenti e le rane sono la più importante fonte di proteine per gli Aeta.

## Storia

### Formazione

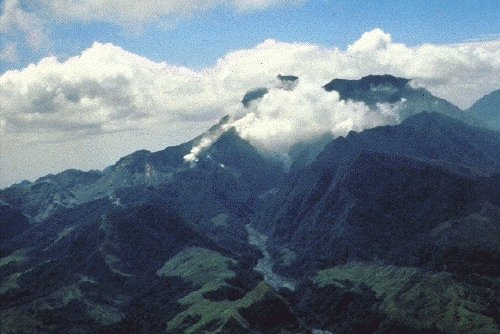
Il Pinatubo prima dell'eruzione del 1991.

Il Pinatubo iniziò a formarsi circa un milione di anni fa. Lo stratovulcano è composto da andesiti e daciti. Sorge a circa 2.300 metri sul livello del mare sotto forma di cupola. Molte delle morfologie che circondano il moderno Pinatubo, come il Monte Negron, il Monte Cuardrado o Mataba, sono antichi coni parassiti formati da duomi di lava o da resti del vulcano originale che resistette all'erosione.
Circa 45.000-35.000 anni fa, il Pinatubo acquisì gradualmente la sua struttura attuale, quella di un vulcano complesso formato da duomi di lava imbricati in uno stratovulcano di andesite e dacite, circondato da depositi di lahar e colate piroclastiche, man mano che vi furono le eruzioni pliniane. Questi depositi che circondano il vulcano al punto da mascherarne la base sono il risultato di grandi eruzioni esplosive dacitiche che sembrano essere state abbastanza grandi da espellere più di 10 km³ di materiale ciascuna. Queste eruzioni si sono verificate 17.000 anni fa, 9.000 anni fa, dai 6.000 ai 5.000 anni fa e dai 3.900 ai 2.300 anni fa. L'eruzione del 1991 costituisce una delle più piccole eruzioni identificate su questo vulcano e che si verificano dopo 500 anni di riposo, cioè un periodo relativamente breve. Questo periodo di riposo permise al Pinatubo di acquisire un aspetto diverso, con l'erosione che scavò profonde gole ai suoi lati ricoperte da una fitta foresta tropicale. Il suo aspetto dopo il 1991 fu sconvolto dall'eruzione che ne ha segnato il risveglio con depositi spessi più di cento metri dovuti a flussi piroclastici e lahar sui fianchi e alla formazione di una caldera di 2,5 km di diametro al posto del cratere vulcanico.
Sebbene non vi sia alcun ricordo popolare di eruzioni precedenti a quella del 1991, alcuni Aeta riferiscono che i loro anziani hanno osservato piccole esplosioni in passato. Queste osservazioni hanno avuto luogo prima dell'eruzione del 1991, risalgono infatti al XV secolo, tempo in cui la regione era abitata da migliaia di anni. Di tipo pliniano, queste eruzioni, probabilmente con un indice di esplosività vulcanica di 5, produssero duomi di lava nella parte superiore del vulcano che sono la fonte di potenti esplosioni, colate piroclastiche e lahar che sicuramente hanno causato danni, almeno all'ecosistema circostante.

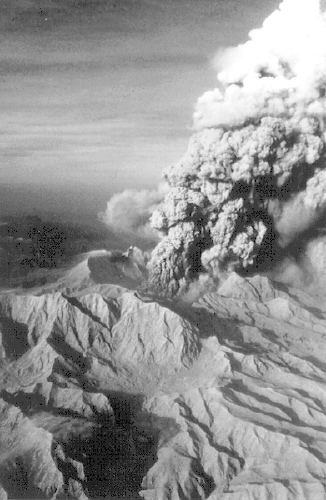
Vista aerea di una colonna eruttiva che sale dal cratere durante l'esplosione iniziale nel giugno del 1991.

### Eruzione del 1991
Il 7 giugno 1991, il vulcano entrò in attività. L'eruzione, di tipo krakatoiano, fu una delle più catastrofiche del XX secolo, con enormi conseguenze sulla popolazione locale, sul clime e l'economia della regione.

## Attività

### Ecoturismo

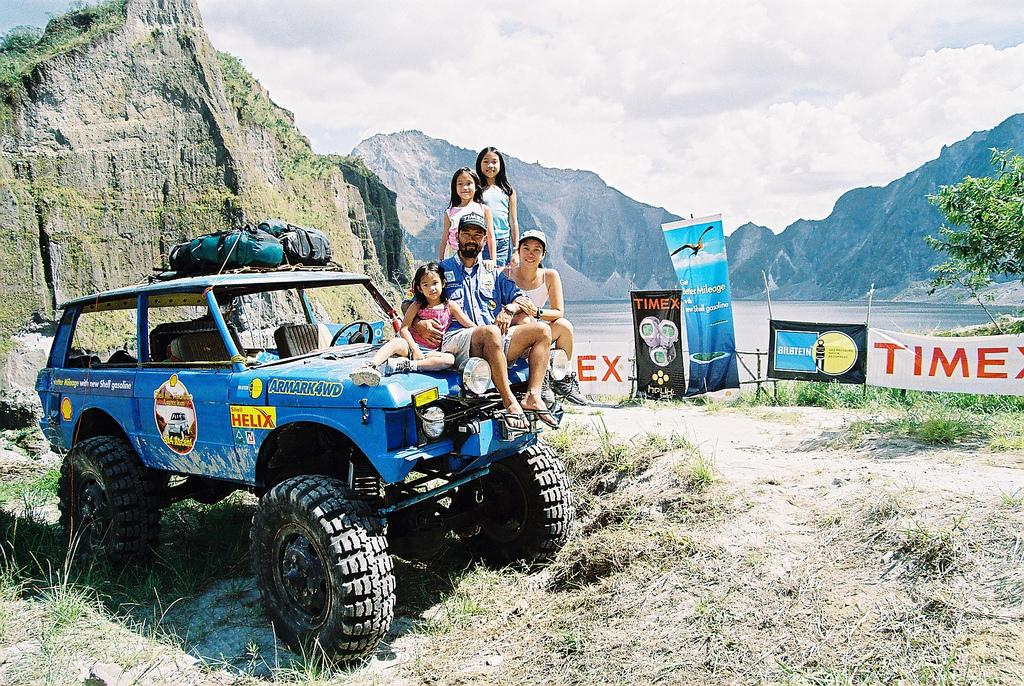
Famiglia che arriva con un fuoristrada sul bordo della caldera nel maggio del 2004.

Per volontà del Ministero del Turismo filippino risalente al 1994, il Pinatubo è diventato una popolare destinazione turistica a vantaggio dell'economia della regione. I visitatori pagano 500 pesos per i servizi di una delle trenta guide e 20 pesos di tasse a beneficio della conservazione della natura. Queste valute sono utilizzate anche per finanziare progetti comunitari, servizi pubblici e ristrutturazioni di edifici religiosi, nonché la costruzione di centri di accoglienza turistica. I percorsi furono tracciati fino al vulcano alla fine degli anni '90: il percorso avviene per un'ora con un fuoristrada fino a cinque chilometri dalla caldera successivamente vi sono circa tre ore di cammino. Una volta raggiunto l'obiettivo, è consentito nuotare nel lago con alcune restrizioni. Nel 2000 questi percorsi furono già percorsi in media da 1.200 escursionisti al mese e talvolta circa 100 al giorno durante l'alta stagione da marzo a maggio. Circa l'80% proveniva da Manila, con stranieri per lo più europei. Il 30 novembre 2001, le autorità organizzarono una processione alla montagna, come avviene per il pellegrinaggio del Fuji, per celebrare il decimo anniversario dell'eruzione del 1991 e offrire fiori e frutti agli dei di Aeta. Da allora, ogni anno, ha luogo una "marcia di pace e tranquillità". Negli ultimi anni ai piedi del vulcano è stato allestito un centro relax coreano con un campo da golf.

### Ricerca geotermica
Le indagini geotermiche sono state effettuate in superficie tra il 1982 e il 1986 e poi in profondità tra il 1988 e il 1990. Infatti, studi geologici di superficie, idrogeochimici e geoelettrici suggeriscono possibilità di sviluppo dell'energia geotermica come nuova fonte di produzione di energia elettrica grazie a falde acquifere che contengono acque ad una temperatura di oltre 200 °C. A causa della bassa permeabilità delle falde acquifere e dell'acidità della loro acqua, costrinse la ricerca a fermarsi circa un anno prima dell'inizio dell'eruzione. Una delle principali lezioni apprese dal Pinatubo riguarda la necessità di tenere conto della rilevanza per lo sviluppo a lungo termine dei sistemi geotermici associati ai vulcani. Uno dei mezzi per assicurare la sostenibilità è seguire le chimiche e isotopiche composizioni di acqua e gas.